# 競馬ブロス
『競馬ブロス』（けいばブロス）はグリーンチャンネルで2023年4月4日から火曜日22:00ｰ23:00に放送されている、中央競馬の情報トーク番組である。

## 概要
2023年3月まで放送された『ケイバどーも!』に代わる中央競馬の情報番組としてスタートしたもので、福原直英（元・フジテレビジョンアナウンサー。現・競馬ジャーナリスト）をメインに、競馬サークルで活躍する様々なホースマン（騎手、調教師）を、福原の家に招くという設定でゲストとして迎え、その競馬サークルでの経験談を中心とした競馬談義に花を咲かせながら、その週に行われる注目の重賞競走を展望するという内容である。

## 放送日時
- 火曜日22:00ｰ23:00（初回放送）
（以下再放送）
- 水曜日1:00ｰ2:00（火曜深夜）
- 水曜日16:00ｰ17:00（原則）
- 木曜日1:30ｰ2:30（水曜深夜）

## MC
- 福原直英（長男）
- 土屋伸之（次男　ナイツ）
- レッド吉田（いとこ　TIM、2024年10月～）
- カンニング竹山（いとこ　2024年11月～）
- 井森美幸（いとこ　2025年5月～）

過去の出演者
- 斉藤慎二（三男　ジャングルポケット）

## ゲスト
※肩書は放送当時のもの

### 2023年
1. 柴田善臣（騎手）
2. 蛯名正義（調教師）
3. 国枝栄（調教師）
4. 松岡正海（騎手）
5. 奥村武（調教師）
6. 畠山吉宏（調教師）
7. 尾形充弘（元調教師）
8. 柴田政人（元騎手・元調教師）
9. 福永祐一（調教師）
10. 佐々木晶三(調教師)
11. 新谷功一（調教師）
12. 斎藤誠（調教師）
13. 石川裕紀人（騎手）
14. 石神深一（騎手）
15. 根本康広（調教師）
16. 宮本博（調教師）
17. 柴田大知（騎手）
18. 田中剛（調教師）
19. 川田将雅（騎手）、池江泰郎（元騎手・元調教師）、今村聖奈（騎手）
20. 高橋康之（調教師）
21. 小島茂之（調教師）
22. 菅原明良（騎手）
23. 高橋義忠(調教師)
24. 西村淳也（騎手）
25. 藤田菜七子（騎手）
26. 小島太（元騎手・元調教師）
27. 三浦皇成（騎手）
28. 大久保洋吉（元調教師）
29. 内田博幸（騎手）
30. 藤沢和雄（元調教師）
31. 大和田成(調教師)
32. 団野大成（騎手）
33. 西園正都（調教師）
34. 南井克巳（元騎手・元調教師）
35. 北村宏司（騎手）
36. 鮫島克駿（騎手）
37. 戸崎圭太（騎手）
38. 武豊（騎手）
39. 中野栄治（調教師）
※この回は「年末スペシャル編」として長男役の福原1人のみで進行し、中野が所属する美浦トレーニングセンターで収録した

### 2024年
1. 田中博康（調教師）
2. 藤岡佑介（騎手）
3. 尾関知人（調教師）
4. 栗田徹（調教師）
5. 坂井瑠星（騎手）
6. 池添謙一（騎手）
7. 黒岩陽一（調教師）
8. 池上昌和（調教師）
9. 田中勝春（調教師）
10. 橋田満（元調教師）
11. 小牧加矢太（騎手）
12. 林徹（調教師）
13. ミルコ・デムーロ（騎手）
14. 原優介（騎手）
15. 手塚貴久（調教師）
16. 武士沢友治（元騎手）
17. 秋山真一郎（調教師）
18. 吉田豊（騎手）
19. 矢作芳人（調教師）
20. 上原博之（調教師）
21. 小牧太（騎手）
22. 勝浦正樹（元騎手）
23. 久保田貴士（調教師）
24. 加藤士津八（調教師）
25. 津村明秀（騎手）
26. 五十嵐雄祐（騎手）
27. 安田翔伍（調教師）
28. 加用正（元騎手・元調教師）
29. 西田雄一郎（調教師）
30. 柴田善臣（騎手）
この回は永島まなみ（騎手）の出演予定だったが、三男役の斎藤が体調不良のため収録ができず、番組内容を変更し第1回の内容を再放送した。[2]
31. 嘉藤貴行（調教師）
32. 上野翔（騎手）
33. 特別編
この回は本来は杉原誠人（騎手）の出演予定だったが、都合により変更となり、2023年開始当初のゲストから8人のトークを再編集した総集編に切り替えた。[3]
34. 上原佑紀（調教師）
35. 北村友一（騎手）
36. 杉原誠人（騎手）
37. 青木孝文（調教師）
38. 安田隆行（元騎手・元調教師）
39. 横山和生（騎手）
40. 武英智（調教師）
41. 永島まなみ（騎手）
42. 野中悠太郎（騎手）
43. 渡辺薫彦（調教師）
44. 丸田恭介（騎手）
45. 岡部幸雄（元騎手）
46. 杉山晴紀（調教師）
47. 木幡初也（騎手）
48. 中竹和也（調教師）
49. 木村哲也（調教師）
50. 武豊（騎手）

### 2025年
1. 武井亮（調教師）
2. 西塚洸二（騎手）
3. 森秀行（調教師）
4. 荻野極（騎手）
5. 酒井学 (騎手)
6. 藤井勘一郎（元騎手）
7. 池添学（調教師）
8. 中内田充正（調教師）
9. 和田竜二（騎手）
10. 武藤善則（調教師）
11. 川田将雅（騎手）
12. 辻野泰之（調教師）
13. 小林美駒（騎手）
14. 高田潤（騎手）
15. 宗像義忠（元調教師）
16. 小沢大仁（騎手）
17. 吉岡辰弥（調教師）
18. 斎藤新（騎手）
19. 菊沢一樹（騎手）
20. 四位洋文（調教師）
21. 高木登（調教師）
22. 橋口慎介（調教師）
23. 丸山元気（騎手）
24. 長岡禎仁（騎手）
25. 中舘英二（調教師）
26. 田口貫太（騎手）
27. 草野太郎（騎手）
28. 村山明（元調教師）
29. 森泰斗（調教師）
30. 高柳大輔（調教師）
31. 横山琉人（騎手）
32. 川須栄彦（騎手）
33. 松永昌博（元調教師）
34. 清水久詞（調教師）
35. 鹿戸雄一（調教師）